# Amédée Pagès
Pour les articles homonymes, voir Pagès.
Amédée Pagès, ou Amadeu Pagès en catalan, né le 24 octobre 1865 à Estagel (Pyrénées-Orientales) et mort le 22 avril 1952 au Grand-Pressigny (Indre-et-Loire), est un romaniste et médiéviste français spécialiste du catalan.

## Biographie
Amédée Pagès se rend en 1888 à Barcelone et à Londres en 1889 pour étudier l’œuvre d’Ausiàs March. Élève du philologue romaniste Alfred Morel-Fatio et du philosophe Émile Boutroux, il enseigne au lycée en préparant son doctorat en littérature qu’il reçoit en 1912 en Sorbonne au terme de 25 ans de recherche préparatoire à la Sorbonne avec deux thèses, Auzias March et ses prédécesseurs. Essai sur la poésie amoureuse et philosophique en Catalogne aux XIVe et XVe siècles et Introducció a l’edició critica de les obres de Auzias March. Sa thèse de doctorat sur Ausiàs March a été augmentée et publiée par l’Institut d’études catalanes (1912-1914).
Les travaux de Pagès constituent le deuxième jalon fondamental de la diffusion des œuvres de March après l'apparition de l'imprimerie et ils établissent déjà les grandes lignes que les chercheurs exploreront par la suite, notamment son classement chronologique et ses choix philologiques pertinents,,. Pagès établi un corpus 128 poèmes, qui diffère légèrement de celui établi par les philologues plus récents. En revanche, les critiques ultérieurs ont assez largement délaissé les lignes d'interprétation du corpus initiées par lui,.
À partir de 1912, Pagès est inspecteur d’académie. Membre correspondant de l’Institut d’études catalanes depuis 1945, il devient membre étranger de l’Académie des Belles-Lettres de Barcelone en 1949.

## Éditions
- Les Obres d’Auzias March. Edició crítica, 2 vol., Barcelona 1912-1914; Valencia 1995 (Préface de Germà Colón Doménech).
- Commentaire des poésies d’Auzias March, Paris, 1925.
- Andreae Capellani De amore libri tres. Text llatí, amb la traducció catalana del segle XIV, Castelló de la Plana, 1930
- La Poésie française en Catalogne du XIIIe siècle à la fin du XVe. Études suivies de textes inédits ou publiés d’après les manuscrits, Toulouse 1936.
- Le « Desconort » ou le « Découragement » de Ramón Llull. Étude littéraire et historique. Édition critique et traduction française, Toulouse, 1938.
- Chronique catalane de Pierre IV d’Aragon, III de Catalogne, dit le Cérémonieux ou del Punvalet [par Bernat Dezcoll], Toulouse ; Paris, 1941.Édition et traduction.
- La 'Vesio' de Bernat de So et le 'Debat entre honor e delit' de Jaeme March, poèmes provenço-catalans du XIVe siècle, suivis du 'Sirventès' de Joan de Castelnou, Toulouse, 1945.Édition et traduction.
- Les Coblas ou les Poésies lyriques provenço-catalanes de Jacme, Pere et Arnau March, Toulouse 1949.Édition et traduction.